# Marcinkowo

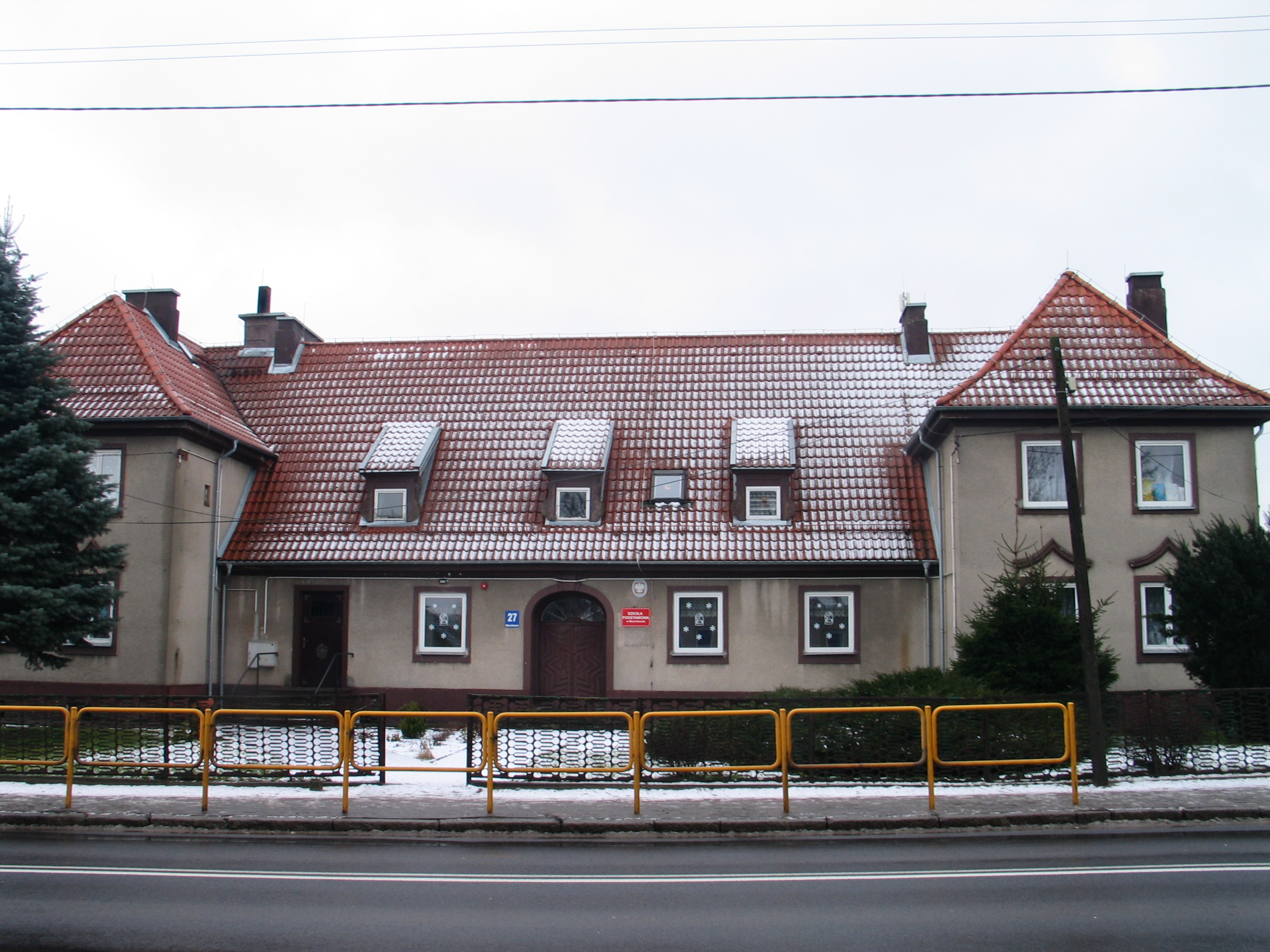
Escuela primaria en el pueblo de Marcinkowo (Polonia)

Marcinkowo (alemán Mertinsdorf, Mertensdorf) es un pueblo polaco en el voivodato de Varmia y Masuria, en el distrito de Mrągowo, en el municipio de Mrągowo. Está poblado por 764 habitantes.

## Evolución demográfica
- 1815 - 158 habitantes
- 1838 - 289 habitantes
- 1856 - 393 habitantes
- 1928 - 809 habitantes
- 1939 - 893 habitantes
- 2006 - 764 habitantes

- Datos: Q2750420
- Multimedia: Marcinkowo (powiat mrągowski) / Q2750420